# Aphilopota castaneata
Aphilopota castaneata là một loài bướm đêm trong họ Geometridae.